# جايمي كارينيو
جايمي كارينيو (بالإسبانية: Jaime Matias Carreño)‏ (3 مارس 1997 في تشيلي - ) هو مدرب كرة قدم ولاعب كرة قدم تشيلي في مركز الوسط. شارك مع منتخب تشيلي تحت 17 سنة لكرة القدم ومنتخب تشيلي لكرة القدم. أما مع النوادي، فقد لعب مع نادي أونيفرسيداد كاتوليكا.

## وصلات خارجية
- جايمي كارينيو على موقع قاعدة بيانات كرة القدم.إي يو (الإنجليزية)
- جايمي كارينيو على موقع Soccerway.com (الإنجليزية)
- جايمي كارينيو على موقع AS.com (الإسبانية)